# 李希庚
李希庚（1917年11月—1989年5月2日），男，山西文水人，中华人民共和国政治人物，中国人民解放军开国大校，曾任中央军事委员会办公厅副主任，中国人民对外友好协会书记处书记，第六届全国人大代表。